# Place de la Carrière
Place de la Carrière er et torv i byen Nancy i Lorraine i Frankrig. Torvet har en historie der går tilbage til 1500-tallet, og blev i 1752-55-årene udviklet videre som del af en ny byplan, initieret af hertug Stanislaw Leszczynski.
Place de la Carrière er rektangulær og omkranset af en allé af træer.
Sammen med de to torve Place Stanislas og Place d'Alliance, som ligger i umiddelbar nærhed og er en del af den samme byplan, blev torvet i 1983 opført på UNESCOs verdensarvsliste, som et eksempel på tidens byplanlægning.
Place de la Carrière ligger nord for den nye byplans centrale torv, Place Stanislas, og gaden som danner forbindelsen mellem de to torve, Rue Héré, går under triumfbuen Arc Héré. Triumfbuen ble fredet i 1923. De to torve og Rue Héré danner en akse mellem to af magtens bygninger: regeringspaladset i nordenden af denne plads, og byens rådhus i sydenden af Place Stanislas.
Palais des Ducs de Lorraine, opført 1502-12 ligger ved pladsen. Paladset blev opført for hertug René II, og blev i 1700-tallet udvidet i barokstil for hertug Stanisław. Siden 1848 har Musée Lorrain haft hjemme på paladset.
Arkitekten Germain Boffrand opførte med hertugen som bygherre Hôtel de Beauvau-Craon, som i dag har lokaler for appeldomstolen. Byggeriet blev fredet i 1924 sammen med børsbygningen i samme område, som nu er hjemsted for handelskammeret i byen. En anden af byborgervillaerne som ligger ved torvet, Hôtel Héré, blev fredet i 2005.